# Munkebo Kommune
Munkebo Kommune i Fyns Amt blev dannet ved kommunalreformen i 1970. Ved strukturreformen i 2007 blev den indlemmet i Kerteminde Kommune sammen med Langeskov Kommune.

## Tidligere kommune
Munkebo sognekommune havde 4.782 indbyggere 1. januar 1970 og var dermed stor nok til at den ikke skulle lægges sammen med andre. Munkebo Kommune bestod af Munkebo Sogn fra Bjerge Herred og havde byen Munkebo.

## Borgmestre[2]
| Periode                 | Navn              | Parti     |
| ----------------------- | ----------------- | --------- |
| Axel Jørgensen          | Socialdemokratiet | 1970-1990 |
| Palle Hansborg-Sørensen | Socialdemokratiet | 1990-2006 |

## Rådhus
Munkebo Kommunes rådhus på Bycentret 302 har været brugt af Kerteminde Kommune, men er sat til salg sammen med Langeskov rådhus. Medarbejderne skal flyttes til den gamle Troelskærskole i Munkebo.